# Jesse Rodríguez
Jesse James Rodríguez Franco (20 de enero de 2000; San Antonio, Texas) es un boxeador profesional estadounidense con ascendencia mexicana. Es el campeón unificado de la categoría de peso mosca de la Organización Mundial de Boxeo (OMB) y la Federación Internacional de Boxeo (FBI). Anteriormente ha ostentado el título de peso supermosca del Consejo Mundial de Boxeo en 2022.
Desde enero de 2023, Rodríguez está clasificado como el mejor peso mosca del mundo y el décimo mejor boxeador libra por libra tanto por la revista The Ring como por la Transnational Boxing Rankings Board.

## Carrera amateur
Durante su carrera, Rodríguez ganó dos Campeonatos Nacionales Juveniles de EE. UU. (en 2015 y 2016), así como el Torneo Abierto Juvenil de EE. UU. de 2016.   A nivel internacional, ganó la medalla de plata en el Campeonato Mundial Juvenil de 2015.  Consiguiendo un récord amateur de 19 victorias y 2 derrotas. 

## Carrera profesional
Rodríguez hizo su debut profesional ante Mauricio Cruz el 10 de marzo de 2017, ganando por decisión unánime. Hasta 2019, Rodríguez acumuló un récord de 10-0, y seis de esas victorias se produjeron por nocaut. 
Rodríguez estaba programado para enfrentar a Marco Sustaita el 29 de febrero de 2020, en la cartelera de la pelea entre Mikey García y Jessie Vargas . Rodríguez ganó la pelea por nocaut técnico en el octavo asalto.  Rodríguez estaba programado para enfrentarse al ex retador al título de peso mosca ligero del CMB, Janiel Rivera, el 5 de septiembre de 2020. Ganó la pelea por nocaut en el primer asalto, logrando derribar a Rivera tres veces en los 2 minutos del primer asalto.   Rodríguez estaba programado para pelear con Saúl Juárez el 12 de diciembre de 2020, en la cartelera de la pelea de peso ligero junior entre Shakur Stevenson y Toka Kahn Clary.  Rodríguez estuvo a la altura de su papel como favorito en las apuestas,  noqueando a Juárez en el segundo. 